# E.D.P. Jesina Femminile 2016-2017
Questa voce raccoglie le informazioni riguardanti l''Associazione Polisportiva Dilettantistica E.D.P. Jesina Femminile nelle competizioni ufficiali della stagione 2016-2017.

## Stagione
La stagione 2016-2017 ha segnato per lo Jesina l'esordio in Serie A. L'avventura in Coppa Italia è terminata al primo turno, con lo Jesina eliminato dal Chieti.
Il 27 novembre 2016, con la squadra ultima in classifica con sette sconfitte nelle prime sette giornate, la società ha sollevato dall'incarico alla guida della squadra Domenico Giugliano, assegnando l'incarico a Giovanni Trillini. A 2 giornate dal termine e con la squadra matematicamente retrocessa viene comunicato l'esonero del secondo tecnico stagionale, con la squadra che viene affidata al tecnico delle giovanili Emanuele Iencinella.
Ha disputato il campionato di Serie A, massima serie del campionato italiano femminile di calcio, concludendo al dodicesimo e ultimo posto con 9 punti conquistati in 22 giornate, frutto di 2 vittorie, 3 pareggi e 11 sconfitte, venendo retrocesso direttamente in Serie B.

## Organigramma societario
Area tecnica
- Allenatore: Domenico Giugliano (fino al 27 novembre 2016), poi Giovanni Trillini (fino al 2 maggio 2017), Emanuele Iencinella
- Preparatore atletico: Lorenzo Bruschi
- Preparatore dei portieri: Francesco Masciambruni
- Preparatore dei portieri: Silvano Cingolani
- Massaggiatore: Moreno Picchiò
- Medico sociale: Roberto Balducci

## Rosa
Rosa, numerazione e ruoli, tratti dal sito ufficiale della società, sono aggiornati al 14 settembre 2016.
| N. |                   | Ruolo | Calciatrice            |
| -- | ----------------- | ----- | ---------------------- |
| 1  | Italia (bandiera) | P     | Katia Cantori          |
| 2  | Italia (bandiera) | D     | Giulia Picchiò         |
| 3  | Italia (bandiera) | D     | Ilaria Alunno          |
| 4  | Italia (bandiera) | C     | Elisa Battistoni       |
| 5  | Italia (bandiera) | A     | Veronica Becci         |
| 6  | Italia (bandiera) | C     | Maddalena Porcarelli   |
| 7  | Italia (bandiera) | A     | Noemy Fabbretti        |
| 8  | Italia (bandiera) | C     | Silvia Scarponi        |
| 9  | Italia (bandiera) | A     | Elisa Polli            |
| 10 | Italia (bandiera) | C     | Martina Vagnini        |
| 11 | Italia (bandiera) | D     | Miriam Fiorella        |
| 12 | Italia (bandiera) | P     | Gloria Ciccioli        |
| 13 | Italia (bandiera) | D     | Deborah Allum          |
| 14 | Italia (bandiera) | D     | Aurora De Sanctis      |
| 15 | Italia (bandiera) | A     | Alessandra Piergallini |

| N. |                   | Ruolo | Calciatrice           |
| -- | ----------------- | ----- | --------------------- |
| 16 | Italia (bandiera) | C     | Tamara Fontana        |
| 17 | Italia (bandiera) | C     | Nausica Costantini    |
| 18 | Italia (bandiera) | C     | Erika Campesi         |
| 19 | Italia (bandiera) | A     | Marta Papa            |
| 20 | Italia (bandiera) | C     | Michela Catena        |
| 21 | Italia (bandiera) | A     | Valeria Monterubbiano |
| 22 | Italia (bandiera) | D     | Emily Mosca           |
| 23 | Italia (bandiera) | C     | Deborah Zambonelli    |
| 24 | Italia (bandiera) | P     | Emma Guidi            |
| 25 | Italia (bandiera) | D     | Paola Cuciniello      |
| 27 | Italia (bandiera) | D     | Irene Barchiesi       |
| 28 | Italia (bandiera) | D     | Chiara Breccia        |
| 29 | Italia (bandiera) | D     | Ilaria Lucarini       |
| 30 | Italia (bandiera) | C     | Giulia Mari           |
| 31 | Italia (bandiera) | A     | Giulia Oleucci        |

## Calciomercato
| Acquisti | Acquisti             | Acquisti             | Acquisti   |
| R.       | Nome                 | da                   | Modalità   |
| -------- | -------------------- | -------------------- | ---------- |
| D        | Deborah Allum        | Sporting Trecastagni | definitivo |
| D        | Chiara Breccia       |                      | svincolata |
| D        | Paola Cuciniello     | Napoli               | definitivo |
| C        | Erika Campesi        | West Ham             | definitivo |
| C        | Maddalena Porcarelli | Riviera di Romagna   | definitivo |
| C        | Deborah Zambonelli   | Città di Falconara   | definitivo |

| Cessioni | Cessioni           | Cessioni         | Cessioni      |
| R.       | Nome               | a                | Modalità      |
| -------- | ------------------ | ---------------- | ------------- |
| D        | Chiara Breccia     |                  | fine carriera |
| C        | Nausica Costantini | Fed. Sammarinese | definitivo    |
| C        | Giulia Mari        | La Saponeria     | definitivo    |

## Risultati

### Serie A

#### Girone di andata
| Arbitro: | Enrico Guerra (Gubbio) |

|                   |           |                                     |
| Monterubbiano 32’ | Marcatori | 5’ Piemonte 33’ Galli 73’ Giugliano |

| Arbitro: | Mattia Ubaldi (Roma) |

|                                                                   |           |                |
| Fabbretti 45’ (aut.) Parisi 52’ Caccamo 65’ Salvatori Rinaldi 73’ | Marcatori | 26’ De Sanctis |

| Arbitro: | Federico Menichetti (Perugia) |

|                            |           |                                                                     |
| Piergallini 42’ Catena 66’ | Marcatori | 15’ Ledri 44’ Scarpellini 47’ Giacinti 68’ Pirone 74’ Pellegrinelli |

| Arbitro: | Andrea Calzavara (Varese) |

|                                      |           |                                       |
| Moretti 12’, 33’ Pinna 23’, 43’, 81’ | Marcatori | 67’ Catena 70’ Vagnini 88’ De Sanctis |

| Arbitro: | Raimondo Borriello (Arezzo) |

|                        |           |                                     |
| Monterubbiano 35’, 49’ | Marcatori | 15’ Tarenzi 63’ (rig.), 80’ Girelli |

| Arbitro: | Ruben Celani (Viterbo) |

|                                            |           |            |
| Longato 6’ (rig.) Colasuonno 34’, 36’, 65’ | Marcatori | 35’ Catena |

| Arbitro: | Deborah Bianchi (Prato) |

|                  |           |                                               |
| Polli 35’ (rig.) | Marcatori | 20’ Coluccini 30’, 47’ Martinovic 83’ Palombi |

| Arbitro: | Davide Simonini (Gallarate) |

|                        |           |  |
| Iannella 3’ Sodini 58’ | Marcatori |  |

| Arbitro: | Alessio Ferranti (Perugia) |

|                            |           |                                                 |
| Polli 3’ Monterubbiano 34’ | Marcatori | 33’ Clelland 46’ Tuttino 63’ Brumana 77’ Frizza |

| Arbitro: | Alberto Caciotti (Albano Laziale) |

|           |           |  |
| Polli 90’ | Marcatori |  |

| Arbitro: | Mattia Ubaldi (Roma) |

|              |           |  |
| Carrozzi 28’ | Marcatori |  |

#### Girone di ritorno
| Arbitro: | Marco Paletta (Lodi) |

|                                                                                            |           |  |
| Gabbiadini 21’ (rig.), 58’ Boattin 24’, 65’, 86’ Giugliano 31’, 72’, 84’ Soffia 74’ (rig.) | Marcatori |  |

| Arbitro: | Alessio Angiolari (Ostia) |

|  |           |                                                              |
|  | Marcatori | 6’, 44’ Bonetti 45+1’ Mauro 57’ Parisi 77’ Salvatori Rinaldi |

| Arbitro: | Daniele Sbardella (Belluno) |

|                      |           |  |
| Baldi 55’ Pirone 57’ | Marcatori |  |

| Arbitro: | Giacomo Casalini (Pontedera) |

|                              |           |                             |
| Polli 23’ (rig.), 30’ (rig.) | Marcatori | 3’ (rig.), 37’ (rig.) Pinna |

| Arbitro: | Alessandro Costa (Novara) |

|                                            |           |  |
| Sabatino 10’, 64’ Tarenzi 24’ Bonansea 66’ | Marcatori |  |

| Arbitro: | Andrea Pasqualetto (Aprilia) |

|                |           |                            |
| Zambonelli 89’ | Marcatori | 56’ Venturini 63’ Principi |

| Arbitro: | Cristian Robilotta (Sala Consilina) |

|                                   |           |  |
| Martinovic 3’ Caruso 5’ Nagni 24’ | Marcatori |  |

| Arbitro: | Leonardo Funari (Roma) |

|                            |           |                        |
| Monterubbiano 9’ Polli 19’ | Marcatori | 52’ Armitano 59’ Rosso |

| Arbitro: | Andrea Bordin (Bassano del Grappa) |

|                        |           |                                            |
| Clelland 49’, 82’, 84’ | Marcatori | 4’ Monterubbiano 23’, 53’ Polli 46’ Catena |

| Arbitro: | Andrè Scialla (Vicenza) |

|                                                          |           |                |
| Postiglione 59’ Previtali 72’ Coppola 87’ Ferrario 90+1’ | Marcatori | 62’ Cuciniello |

| Arbitro: | Raimondo Borriello (Arezzo) |

|                   |           |                       |
| Monterubbiano 74’ | Marcatori | 90+4’ Giu. Di Camillo |

### Coppa Italia

#### Primo turno
Accoppiamento A19
| Arbitro: | Nicola Di Monte (Lanciano) |

|                               |           |               |
| Innerhuber 10’ Stivaletta 45’ | Marcatori | 90+1’ Vagnini |

| Arbitro: | Deborah Bianchi (Prato) |

|                                                |           |                                               |
| Becci 12’ (rig.) Fontana 61’ Monterubbiano 87’ | Marcatori | 32’ Giu. Di Camillo 57’ Stivaletta 81’ Scioli |

## Statistiche

### Statistiche di squadra
| Competizione | Punti | In casa | In casa | In casa | In casa | In casa | In casa | In trasferta | In trasferta | In trasferta | In trasferta | In trasferta | In trasferta | Totale | Totale | Totale | Totale | Totale | Totale | DR  |
| Competizione | Punti | G       | V       | N       | P       | Gf      | Gs      | G            | V            | N            | P            | Gf           | Gs           | G      | V      | N      | P      | Gf     | Gs     | DR  |
| ------------ | ----- | ------- | ------- | ------- | ------- | ------- | ------- | ------------ | ------------ | ------------ | ------------ | ------------ | ------------ | ------ | ------ | ------ | ------ | ------ | ------ | --- |
| Serie A      | 9     | 11      | 1       | 3       | 7       | 15      | 31      | 11           | 1            | 0            | 10           | 10           | 41           | 22     | 2      | 3      | 17     | 25     | 72     | -47 |
| Coppa Italia | -     | 1       | 0       | 1       | 0       | 3       | 3       | 1            | 0            | 0            | 1            | 1            | 2            | 2      | 0      | 1      | 1      | 4      | 5      | -1  |
| Totale       | -     | 12      | 1       | 4       | 7       | 18      | 34      | 12           | 1            | 0            | 11           | 11           | 43           | 24     | 2      | 4      | 18     | 29     | 77     | -48 |

### Andamento in campionato
| Giornata  | 1 | 2 | 3  | 4  | 5  | 6  | 7  | 8  | 9  | 10 | 11 | 12 | 13 | 14 | 15 | 16 | 17 | 18 | 19 | 20 | 21 | 22 |
| --------- | - | - | -- | -- | -- | -- | -- | -- | -- | -- | -- | -- | -- | -- | -- | -- | -- | -- | -- | -- | -- | -- |
| Luogo     | C | T | C  | T  | C  | T  | C  | T  | C  | C  | T  | T  | C  | T  | C  | T  | C  | T  | C  | T  | T  | C  |
| Risultato | P | P | P  | P  | P  | P  | P  | P  | P  | V  | P  | P  | P  | P  | N  | P  | P  | P  | N  | V  | P  | P  |
| Posizione | 7 | 9 | 10 | 11 | 12 | 12 | 12 | 12 | 12 | 11 | 12 | 12 | 12 | 12 | 12 | 12 | 12 | 12 | 12 | 12 | 12 | 12 |

Legenda:

Luogo: C = Casa; T = Trasferta. Risultato: V = Vittoria; N = Pareggio; P = Sconfitta.

### Statistiche delle giocatrici
| Giocatore        | Serie A  | Serie A | Serie A     | Serie A    | Coppa Italia | Coppa Italia | Coppa Italia | Coppa Italia | Totale   | Totale | Totale      | Totale     |
| Giocatore        | Presenze | Reti    | Ammonizioni | Espulsioni | Presenze     | Reti         | Ammonizioni  | Espulsioni   | Presenze | Reti   | Ammonizioni | Espulsioni |
| ---------------- | -------- | ------- | ----------- | ---------- | ------------ | ------------ | ------------ | ------------ | -------- | ------ | ----------- | ---------- |
| I. Alunno        | 22       | 0       | 1           | 0          | -            | -            | -            | -            | 22       | 0      | 1           | 0          |
| D. Allum         | -        | -       | -           | -          | 1            | 0            | 0            | 1            | 1        | 0      | 0           | 1          |
| I. Barchiesi     | 1        | 0       | 0           | 0          | -            | -            | -            | -            | 1        | 0      | 0           | 0          |
| E. Battistoni    | 14       | 0       | 1           | 0          | 2            | 0            | 0            | 0            | 16       | 0      | 1           | 0          |
| V. Becci         | 15       | 0       | 0           | 0          | 2            | 1            | 0            | 0            | 17       | 1      | 0           | 0          |
| C. Breccia       | 4        | 0       | 1           | 0          | -            | -            | -            | -            | 4        | 0      | 1           | 0          |
| E. Campesi       | 18       | 0       | 0           | 0          | -            | -            | -            | -            | 18       | 0      | 0           | 0          |
| K. Cantori       | 1        | -3      | 0           | 0          | -            | -            | -            | -            | 1        | -3     | 0           | 0          |
| M. Catena        | 17       | 4       | 0           | 0          | 1            | 0            | 0            | 0            | 18       | 4      | 0           | 0          |
| G. Ciccioli      | 5        | -19     | 0           | 0          | -            | -            | -            | -            | 5        | -19    | 0           | 0          |
| N. Costantini    | -        | -       | -           | -          | -            | -            | -            | -            | -        | -      | -           | -          |
| P. Cuciniello    | 20       | 1       | 2           | 0          | 2            | 0            | 0            | 0            | 22       | 1      | 2           | 0          |
| A. De Sanctis    | 20       | 2       | 1           | 0          | 1            | 0            | 0            | 0            | 21       | 2      | 1           | 0          |
| N. Fabbretti     | 8        | 0       | 0           | 0          | 1            | 0            | 0            | 0            | 9        | 0      | 0           | 0          |
| M. Fiorella      | 1        | 0       | 0           | 0          | 1            | 0            | 0            | 0            | 2        | 0      | 0           | 0          |
| T. Fontana       | 9        | 0       | 0           | 0          | 2            | 1            | 0            | 0            | 11       | 1      | 0           | 0          |
| E. Guidi         | 17       | -50     | 1           | 0          | 2            | -5           | 0            | 0            | 19       | -55    | 1           | 0          |
| I. Lucarini      | 3        | 0       | 0           | 0          | 1            | 0            | 0            | 0            | 4        | 0      | 0           | 0          |
| G. Mari          | -        | -       | -           | -          | -            | -            | -            | -            | -        | -      | -           | -          |
| V. Monterubbiano | 20       | 7       | 0           | 0          | 2            | 1            | 0            | 0            | 22       | 8      | 0           | 0          |
| E. Mosca         | 9        | 0       | 0           | 0          | 2            | 0            | 0            | 0            | 11       | 0      | 0           | 0          |
| G. Oleucci       | 2        | 0       | 0           | 0          | -            | -            | -            | -            | 2        | 0      | 0           | 0          |
| M. Papa          | -        | -       | -           | -          | -            | -            | -            | -            | -        | -      | -           | -          |
| G. Picchiò       | 12       | 0       | 0           | 0          | 1            | 0            | 0            | 0            | 13       | 0      | 0           | 0          |
| A. Piergallini   | 10       | 1       | 0           | 0          | 1            | 0            | 0            | 0            | 11       | 1      | 0           | 0          |
| E. Polli         | 18       | 8       | 0           | 0          | 1            | 0            | 0            | 0            | 19       | 8      | 0           | 0          |
| M. Porcarelli    | 15       | 0       | 0           | 0          | 1            | 0            | 0            | 0            | 16       | 0      | 0           | 0          |
| S. Scarponi      | 14       | 0       | 0           | 0          | 1            | 0            | 0            | 0            | 15       | 0      | 0           | 0          |
| M. Vagnini       | 15       | 1       | 0           | 0          | 2            | 1            | 0            | 0            | 17       | 2      | 0           | 0          |
| D. Zambonelli    | 13       | 1       | 1           | 0          | 1            | 0            | 0            | 0            | 14       | 1      | 1           | 0          |